# Parc de Bagatelle
Parc de Bagatelle je veřejný park a botanická zahrada v Paříži ležící uprostřed Bois de Boulogne. Park tvoří jednu ze čtyř částí Botanické zahrady města Paříže. Jeho plocha činí 240.900 m2.

## Historie
Park a zámek Bagatelle byly postaveny v roce 1777 za pouhé 64 dny jako sázka mezi Marií Antoinettou a artoiským hrabětem, který zakoupil toto panství v roce 1775. Plány vypracoval během jediné noci architekt François-Joseph Bélanger (1745–1818) a na stavbě pracovalo přes devět set dělníků.
François-Joseph Bélanger navrhl park v anglo-čínském stylu, který byl v té době oblíbený. Tento způsob byl ovlivněn obrazy pagod z Číny, ale byl také reakcí na přísnost francouzských zahrad. Během Francouzské revoluce park málem zmizel. Později však byla připojena oranžérie, mříže a konírna v roce 1835, později dům hlídače a dvě terasy v roce 1870.

V roce 1905 se zámecká zahrada stala majetkem města Paříže. V roce 1907 zde byl založen růžový sad a od té doby se zde každoročně koná mezinárodní pěstitelská soutěž. V parku se dnes nachází několik desítek tisíc růží představující asi 12 000 druhů.